# Johannes Ring
Johannes Anders Inge Riese Ring (3. januar 1863 i København – 19. juni 1936 smst) var en dansk skuespiller.
Han debuterede ved Det kongelige Teater i 1884 hvorefter han i 1888 kom til Folketeatret hvor han blev de næste tre årtier og spillede en stor mængde forskellige roller. I 1918 tog han til det Det ny Teater hvor han blev til at trak sig tilbage ved hans 40-års jubilæum i 1924.
Han filmdebuterede i 1913 hos Nordisk Films Kompagni hvor han medvirkede i omkring 60 stumfilm indtil 1920.
Johannes Ring var gift fra 24. oktober 1896 skuespillerinde Maria Petrine Müller (pigenavn: Petersen) (1855-1929). Johannes Ring døde den 19. juni 1936 og ligger begravet på Holmens Kirkegård på Østerbro i København.

## Filmografi
| - Fra Fyrste til Knejpevært (instruktør Holger-Madsen, 1913) - Den tredie Magt (instruktør August Blom, 1913) - Hjælpen (som Professor von Bernburg; instruktør Robert Dinesen, 1913) - En farlig Forbryder (som Rentier Strix; instruktør August Blom, 1913) - De Nygifte (instruktør Sofus Wolder, 1913) - En farlig Forbryderske (som Hr. Pinner; instruktør Eduard Schnedler-Sørensen, 1913) - Døvstummelegatet (som Søren Visby; instruktør Robert Dinesen, 1913) - Nellys Forlovelse (som Robert Burns; instruktør Eduard Schnedler-Sørensen, 1913) - Elskovs Gækkeri (instruktør Sofus Wolder, 1913) - Frk. Studenten (som Etatsråden; instruktør Sofus Wolder, 1913) - Strejken paa den gamle Fabrik (som Grev Hardegg; instruktør Robert Dinesen, 1913) - Tvillingebrødrene (1913) - Skæbnens Veje (instruktør Holger-Madsen, 1913) - Af Elskovs Naade (instruktør August Blom, 1914) - Grev Dahlborgs Hemmelighed (instruktør Eduard Schnedler-Sørensen, 1914) - Den mystiske Fremmede (instruktør Holger-Madsen, 1914) - Fangens Søn (som Brandt, fabriksejer; instruktør Hjalmar Davidsen, 1914) - Grev Zarkas Bande (instruktør Eduard Schnedler-Sørensen, 1914) - Fædrenes Synd (instruktør August Blom, 1914) - Den kulørte Slavehandler (som fabrikant Schultze; instruktør Lau Lauritzen Sr., 1914) | - De kære Nevøer (instruktør Alfred Cohn, 1914) - Et Læreaar (som Sir Wakely; instruktør August Blom, 1914) - Gar el Hama III (som konsul Johannidis; instruktør Robert Dinesen, 1914) - Inderpigen (instruktør Robert Dinesen, 1914) - Millionærdrengen (som Müchelmeyer; instruktør Holger-Madsen, 1914) - Evangeliemandens Liv (som præst; instruktør Holger-Madsen, 1915) - Kærlighedens Triumf (som baronet Arthur Collingwood; instruktør Holger-Madsen, 1915) - Det evige Had (instruktør Hjalmar Davidsen, 1915) - Hvem var hun? (som redaktøren; instruktør Lau Lauritzen Sr., 1915) - En virkelig Helt (som konsul Krabbe; instruktør Lau Lauritzen Sr., 1915) - Den sidste Nat (som kammerherre, baron Crone; instruktør Robert Dinesen, 1915) - Et Huskors (1915) - Syndens datter (som Basil Stillton, godsejer; instruktør August Blom, 1916) - En Søns Kærlighed (som rektor Brinch; instruktør Hjalmar Davidsen, 1916) - Blandt Samfundets Fjender (som professor Langton; instruktør Robert Dinesen, 1916) - Den hvide Djævel (som bankier, Baron de Nucingen; instruktør Holger-Madsen, 1916) - Maaneprinsessen (som William Welton, direktør; instruktør Holger-Madsen, 1916) - Hendes Fortid (som professor Martinez; instruktør A.W. Sandberg, 1916) - De mystiske Z-Straaler (som professor Berg; instruktør George Schnéevoigt, 1916) - Ene i Verden (som fabrikant Melchior; instruktør A.W. Sandberg, 1916) | - Gar el Hama IV (som grev Sinclair; instruktør Robert Dinesen, 1916) - Manden uden Smil (som Borchmann; instruktør Holger-Madsen, 1917) - Hittebarnet (som Henderson, inspektør; instruktør Holger-Madsen, 1917) - Synd skal sones (som Barré, teknisk direktør; instruktør Alexander Christian, 1917) - Kvinden med de smukke Øjne (som godsejer Beauvoir; instruktør Alexander Christian, 1917) - Den sorte Kugle (som fabrikant Tayner; instruktør Martinius Nielsen, 1917) - Manden med de ni Fingre V (instruktør A.W. Sandberg, 1917) - Kampen om Kvinden (som professor Helms; instruktør Hjalmar Davidsen, 1917) - Handelen med Menneskeliv (som Hr. Lemaire; instruktør Hjalmar Davidsen, 1917) - Manden uden Smil (1917) - En Lykkeper (instruktør Gunnar Sommerfeldt, 1918) - Krondiamanten (som Anselm Geermann, juvelér i Amsterdam; instruktør Emanuel Gregers, 1918) - Hans Kæreste (instruktør Hjalmar Davidsen, 1918) - Hvorledes jeg kom til Filmen (som Ediths far; instruktør Robert Dinesen, 1919) - Grevindens Ære (instruktør August Blom, 1919) - En Kunstners Gennembrud (Alexander Romanos, guvernør; instruktør Holger-Madsen, 1919) - Stodderprinsessen (instruktør A.W. Sandberg, 1920) - En Fiasko (instruktør Lau Lauritzen Sr., 1920) - Jafet, der søger sig en Fader, I-IV (instruktør Emanuel Gregers, 1922) - Mysteriet paa Duncan Slot (instruktør George Schnéevoigt) - En ung mans väg (som Mannberg, general, Haralds far; instruktør Carl Barcklind, Sverige) |